# Шумская (река)
Шу́мская (также Шаха́-Узе́нь; укр. Шумська, Шаха-Узень, крымскотат. Şuma, Шума, Şaqa Özen, Шакъа Озен) — балка (ручей) на южном берегу Крыма, правый приток реки Демерджи. Находится на территории городского округа Алушта. Длина водотока 5,0 километра, площадь водосборного бассейна — 7,1 км².

## Название
Название Шумская (по прежнему названию села Верхняя Кутузовка — Шумы) встречается в книге Юрия Шутова «Рождённые в горах», в справочнике «Поверхностные водные объекты Крыма» и в труде «Реки и Озёра Крыма».

## География
Исток ручья находится на восточном склоне Чатыр-Дага, у т. н. Кутузовского озера, где расположена группа небольших родников, самым крупным из которых считается Бурчу-Чокрак на высоте 863 м над уровнем моря, течёт общим направлением на восток согласно справочнику «Поверхностные водные объекты Крыма», притоков не имеет. Балка селеопасна (селевой поток прошёл в 1997 году), согласно справочнику «Поверхностные водные объекты Крыма», у ручья притоков нет, впадает в реку Демерджи в 3,2 км от устья, водоохранная зона ручья установлена в 50 м.